# 1238 Predappia
1238 Predappia este un asteroid din centura principală, descoperit pe 4 februarie 1932 de Luigi Volta.